# La Garrovilla
La Garrovilla – gmina w Hiszpanii, w prowincji Badajoz, w Estramadurze, o powierzchni 33,46 km². W 2011 roku gmina liczyła 2513 mieszkańców.